# Libro de los animales que caçan
El Libro de los animales que caçan es un tratado de cetrería traducido del árabe a mediados del siglo XIII. Se le considera como el primer tratado en su género compuesto en España. Está enmarcado dentro de la literatura de Alfonso X el Sabio.

## Descripción
El rey Alfonso X, según se desprende del prólogo del Libro de la caza de su sobrino don Juan Manuel, escribió algunas obras sobre caza, cetrería y montería, aunque se desconoce su paradero. Dos años antes de la muerte de su padre, el rey Fernando III el Santo, se concluyó la traducción del Kitab al-yawarih, también llamado Kitab al-Mutawakkili, obra de un astrónomo y cetrero árabe llamado Muhammad ibn 'Abdallah ibn 'Umar al-Bazyar. La obra de este escritor, que vivió en Bagdad, era totalmente desconocida para los investigadores hasta hace unos años en que fue editada y traducida al alemán. La atribución de la traducción es complicada, aunque la mayoría de los críticos se decantan por el rey Alfonso el Sabio, cuando aún eran príncipe.
Se conocen dos manuscritos de la obra, uno de ellos en la Biblioteca Nacional de España (ms. Reservado 270), el otro en la Biblioteca del Real Monasterio de San Lorenzo de El Escorial (ms. V.II.19).
Tradicionalmente se ha venido identificando esta obra con el nombre de Moamín, pero las más recientes investigaciones han puesto en evidencia que el Libro de los animales que cazan solo tiene una relación de fuentes comunes con el Liber Moaminus. Por otra parte se ha demostrado que, sin bien no se puede establecer que tras el nombre Moamín se encuentre Hunain Ibn Ishaq, como pretendió François Viré, tampoco es válida la identificación con Muhammad como señaló Fradejas., sino que puede ser una deturpación de Amir al-mu'minim (Príncipe de los Creyentes).